# 金智有 (短道速滑运动员)
金智有（1999年7月14日—），韩国女子短道速滑运动员，2017年亚洲冬季运动会女子3000米金牌得主、2017年世界短道速滑锦标赛女子500米铜牌得主、2019年世界短道速滑锦标赛女子3000米接力金牌得主和女子3000米铜牌得主。